# 余华阳
余华阳（1976年4月—），江西省奉新县人，中华人民共和国政治人物。

## 生平
1976年4月，余华阳出生在江西省奉新县。1994年，余华阳进入中国农业大学机械工程学院机械设计及制造专业学习，在校期间的1997年10月加入中国共产党。
1998年大学毕业后，余华阳成为中共奉新县委组织部的一名干部。2000年12月，余华阳下调奉新县宋埠镇出任党委委员、组织员，2004年5月转任奉新县罗市镇党委副书记、纪委书记，2006年1月转任奉新县澡溪乡党委副书记、乡长，2011年1月调回罗市镇出任党委书记、人大主席，2013年6月出任奉新县澡溪乡党委书记、人大主席。
2015年12月，余华阳调任铜鼓县人民政府副县长。
2016年7月，余华阳调任丰城市人民政府副市长提名候选人，同年10月正式任副市长，2019年1月成为中共丰城市委常委，2020年9月兼任常务副市长。
2021年7月，余华阳调任上饶市信州区委副书记、区长兼云碧峰国家森林公园党工委书记。
2024年11月，余华阳调任中共万年县委书记，接替毛奇。